# Topcraft
Topcraft (トップクラフト) — японская студия аниме, существовавшая с 1972 по 1985 год. Была основана бывшим продюсером студии Toei Animation Тору Хара. Студия занималась рисованной анимацией и за своё существование произвела ряд ставших широко популярных работ, такие как мультфильм «Навсикая из Долины ветров» и космическую оперу The Super Dimension Fortress Macross: Do You Remember Love?.
15 июня 1985 года студия обанкротилась и распалась на части. Её купили известные всему мире аниме Хаяо Миядзаки, Тосио Судзуки и Исао Такахата, сократили значительную часть сотрудников и переименовали в Studio Ghibli. Часть уволенных сотрудников из бывшего Topcraft позже основали другую студию под названием Pacific Animation Corporation и продолжили работу с телевизионным продюсером Rankin/Bas над мультсериалами «Громокошки» и «Серебряные ястребы». В конечном счёте студию Pacific Animation Corporation купила The Walt Disney Company, и тогда она стала японским подразделением «Диснея» под названием Walt Disney Animation Japan.

## Аниме

### Собственные проекты
| Название                    | Год       | Младший партнёр |
| --------------------------- | --------- | --------------- |
| Barbapapa                   | 1974—1975 | KSS             |
| «Волшебник из страны Оз»    | 1982      | Toho            |
| «Навсикая из Долины ветров» | 1984      |                 |
| Koala Boi Kokki             | 1984—1985 | Toho            |
| Button Nose                 | 1985—1986 | Sanrio          |

### Совместные проекты
| Название                    | Год       | Основная студия |
| --------------------------- | --------- | --------------- |
| Onbu Obake                  | 1972-1973 | Eiken           |
| Bôken Korobokkuru           | 1973-1974 | Eiken           |
| Jim Button                  | 1974-1975 | Eiken           |
| Time Bokan                  | 1975-1976 | Tatsunoko       |
| Paul no Miracle Dai Sakusen | 1976-1977 | Tatsunoko       |
| Ippatsu Kanta-kun           | 1977-1978 | Tatsunoko       |

### Сопутствующие работы
| Название                                                    | Год       | Компания                          | Примечания                                                                                        |
| ----------------------------------------------------------- | --------- | --------------------------------- | ------------------------------------------------------------------------------------------------- |
| Mazinger Z                                                  | 1972—1974 | Toei Animation                    | Topcraft была основной анимационной студией для серий 55, 60, 64, 70, 76, 82, 84, 87 и 89         |
| Gatchaman                                                   | 1972—1974 | Tatsunoko                         |                                                                                                   |
| «Приключения пчёлки Майи»                                   | 1975—1976 | Nippon Animation                  |                                                                                                   |
| «Люпен III: Часть II»                                       | 1977—1980 | TMS Entertainment                 | Topcraft была главной анимационной студией для серий 24, 29, 109, 114, 119, 122, 124 и 128        |
| Jarinko Chie                                                | 1981—1983 | TMS Entertainment                 | Серии 42, 45, 49 и 51                                                                             |
| Kojika Mongatari                                            | 1983—1985 | MK Company                        | Серии 11, 12, 14, 22, 23, 27, 29 и 32                                                             |
| Lensman                                                     | 1984      | Madhouse Studios и MK Company     | Была одной из привлечённых студий в области анимации и фотографии                                 |
| The Super Dimension Fortress Macross: Do You Remember Love? | 1984      | Artland, Studio Nue и Tatsunoko   | Сотрудничала в области производства, а также промежуточной анимации, отделки/очистки и фотография |
| Mahou no Yousei Persia                                      | 1984—1985 | Studio Pierrot                    | Ключевые кадры                                                                                    |
| «Великий детектив Холмс»                                    | 1984—1985 | TMS Entertainment                 | Только 24-й серия                                                                                 |
| Galactic Patrol Lensman                                     | 1984—1985 | Madhouse Studios и Office Academy | Была одной из привлечённых студий в области анимации                                              |
| «Космический рыцарь и звёздные шерифы»                      | 1984—1985 | Studio Pierrot                    | Только 27-й и 29-й серии                                                                          |
| Sangokushi                                                  | 1985      | Shin-Ei Animation                 | Была одной из привлечённых студий в области производства                                          |